# Stenhomalus versicolor
Stenhomalus versicolor är en skalbaggsart som beskrevs av Holzschuh 1984. Stenhomalus versicolor ingår i släktet Stenhomalus och familjen långhorningar.
Artens utbredningsområde är Nepal. Inga underarter finns listade i Catalogue of Life.